# Funiculaire du Tréport

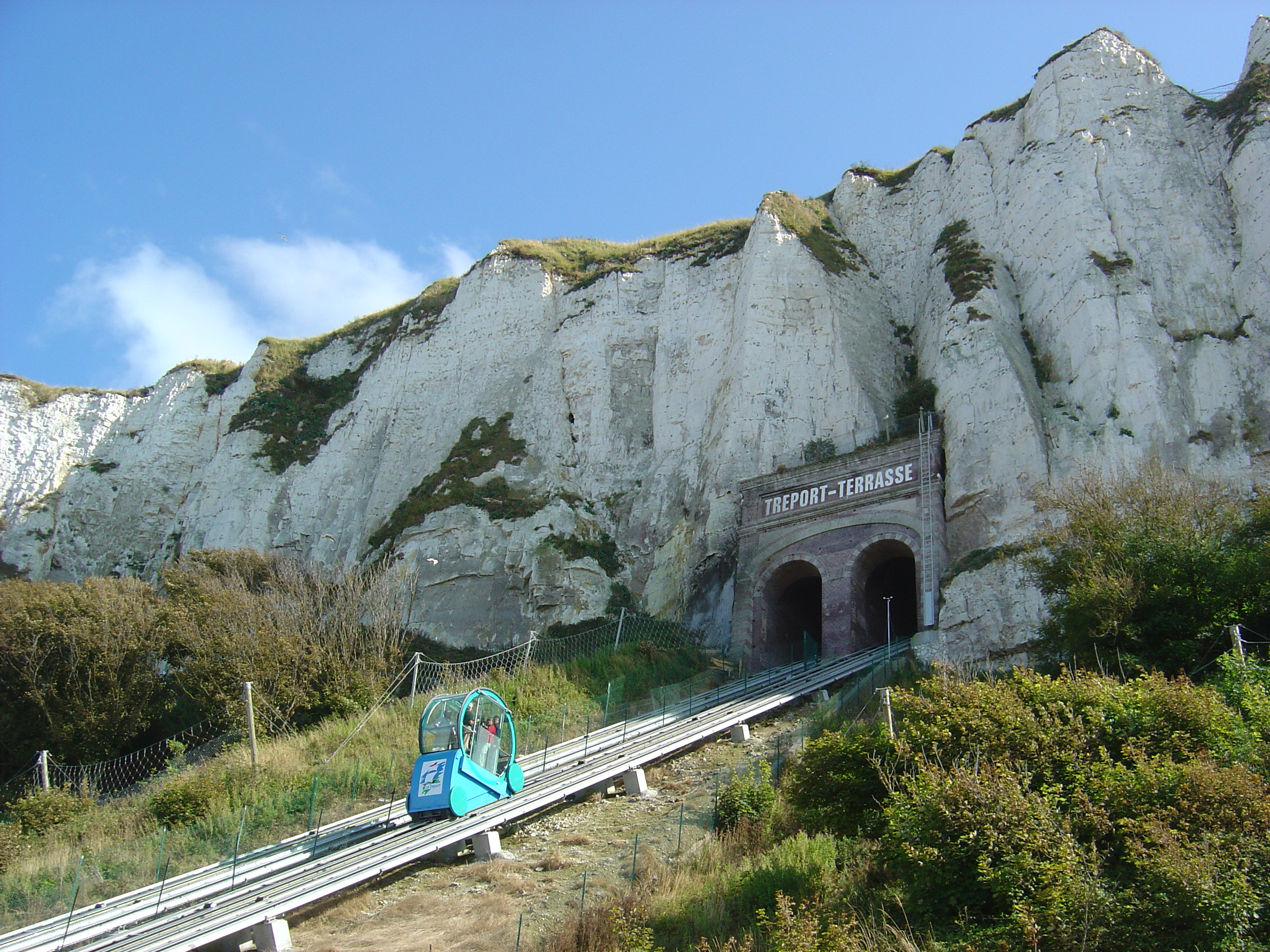
Eine der vier Aufzugkabinen des Funiculaire du Tréport vor den talseitigen Tunnelöffnungen

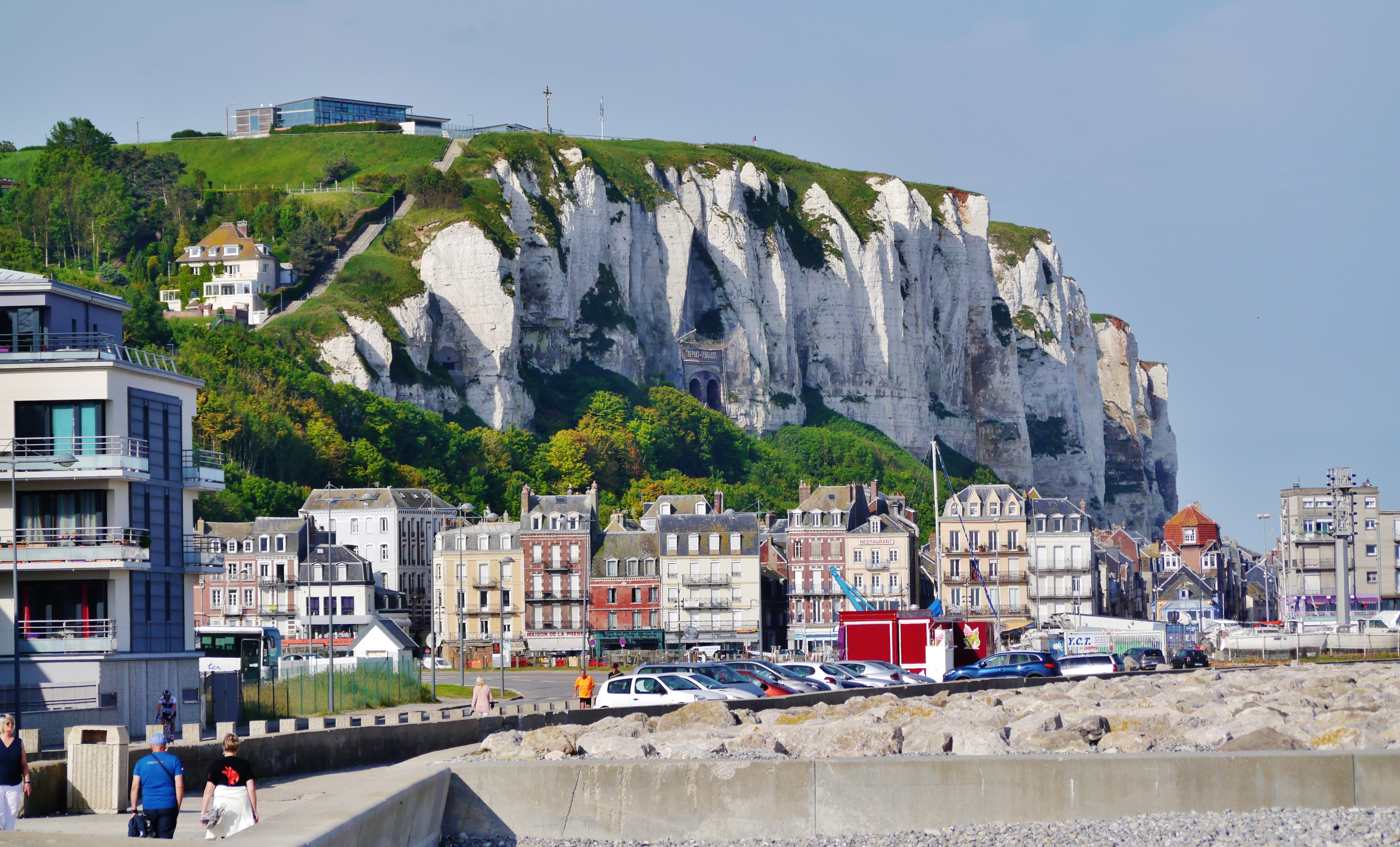
Steilküste von Le Tréport, mittig im Fels die Tunnelmünder des Funiculaire

Der Funiculaire du Tréport (auch: Funiculaire des Terrasses) ist ein System von vier Schrägaufzügen in der französischen Stadt Le Tréport an der Alabasterküste. Er wurde auf der Trasse einer ehemaligen Standseilbahn angelegt und führt von der Innenstadt auf das Plateau oberhalb des Orts.

## Standseilbahn

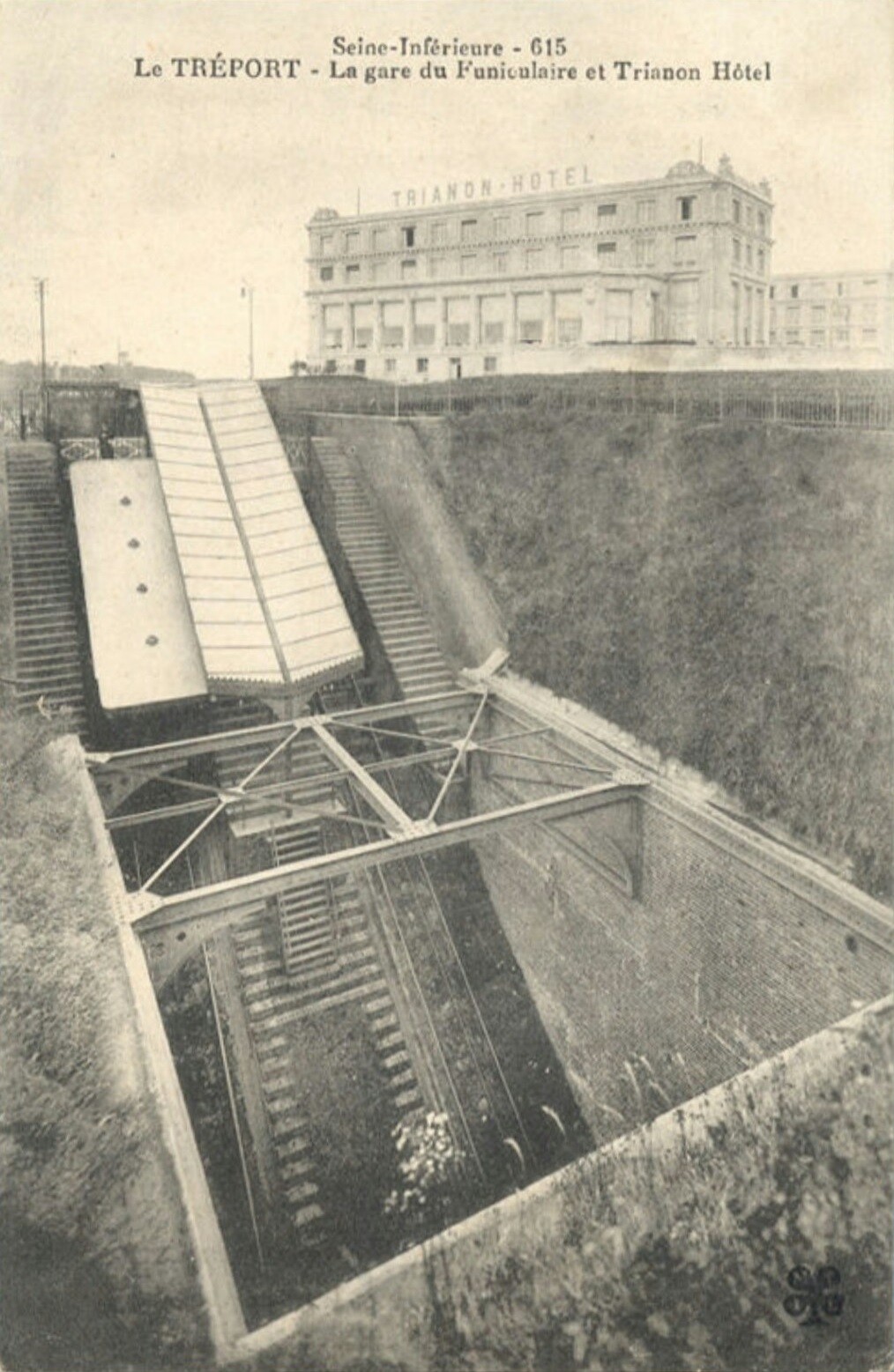
Bergstation der Standseilbahn

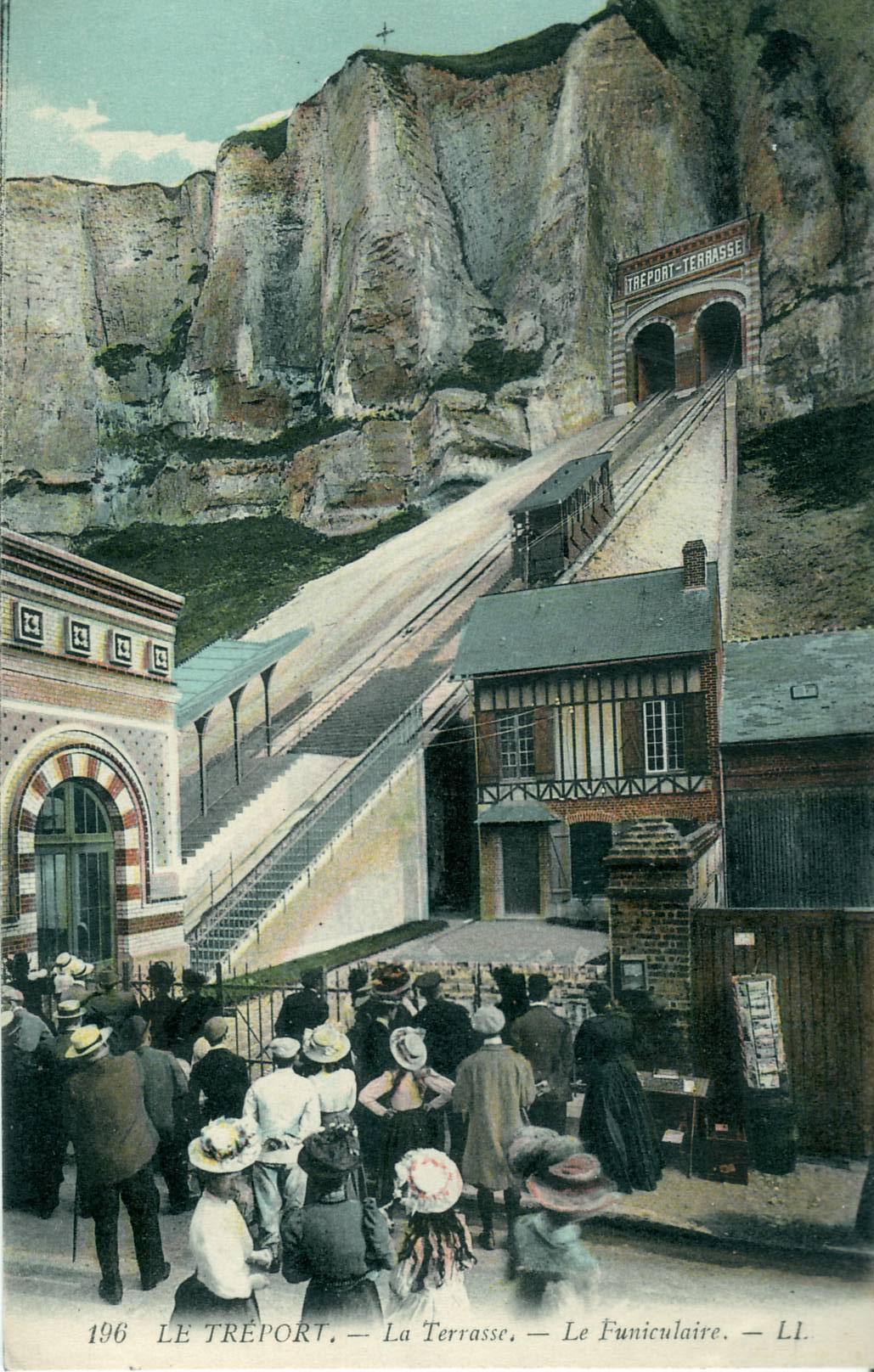
Standseilbahn Le Tréport

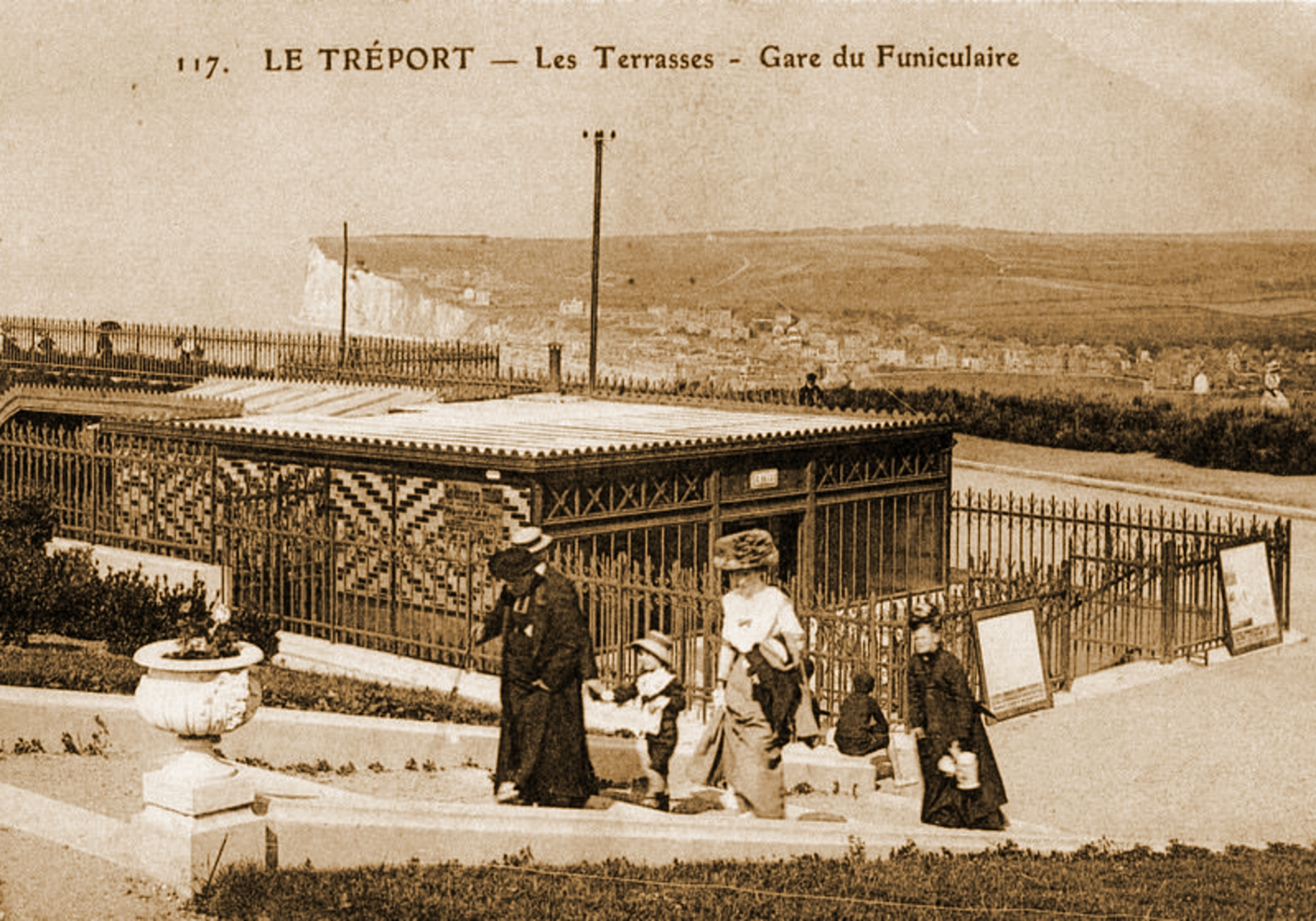
Gebäude der Bergstation (ca. 1911)

Mit der Eröffnung der Bahnstrecke von Épinay-sur-Seine am 18. Juli 1872 entwickelte sich die kleine Hafenstadt Le Tréport zu einem beliebten Ferienort. Die Bahn brachte Sommergäste aus Paris, die nicht zuletzt auch den Blick von den Kreidefelsen auf die Gischtwellen des Ärmelkanals erleben wollten. Um den nahegelegenen Badeort Mesnil Val über das höhergelegene Stadtviertel Les Terrasses zu erschließen, zog man in Erwägung, die 1902 eröffnete, von der Nachbarstadt Eu kommende Straßenbahn dorthin zu verlängern. Dieses Vorhaben wurde unter anderem angesichts der starken Steigung der Rue de la Commune de Paris aber nicht realisiert.
Bereits in den 1880er Jahren hatte man den Bau einer Standseilbahn zwischen dem unteren und dem oberen Ortsteil erstmals erwogen. Die Treppe, die mit 365 Stufen auf das ca. 80 m höher gelegene Plateau führte, schien der Entwicklung des Fremdenverkehrs nicht zuträglich zu sein. 1904 gaben die Stadtväter eine Machbarkeitsstudie in Auftrag, die im Jahr darauf in den Beschluss des Baus einer Standseilbahn mündete. Der Auftrag wurde an die Firma Massiou vergeben, im Januar 1907 wurde mit den Bauarbeiten begonnen. Die Ausführung der beiden in Handarbeit erstellten Tunnel in der Felswand wurde innerhalb von zwei Monaten abgeschlossen. Am 1. Juli 1908 wurde die Bahn feierlich eröffnet, zu den ersten Fahrgästen gehörte Prinz Gaston d’Orléans mit seiner Familie.
Statt mit nur einem Gleis und einer Ausweiche wurde die Bahn mit zwei getrennten, voneinander unabhängigen Gleisen angelegt, die Spurweite betrug 1000 mm (Meterspur). Der obere Abschnitt verlief in zwei parallelen, je 55 m langen Tunneln, an deren oberem Ende die Bergstation lag. Über eine Umlenkrolle half das talwärts fahrende Fahrzeug, den anderen Wagen bergwärts zu bewegen. Diese horizontal im Untergeschoss der Bergstation installierte Rolle mit einem Durchmesser von 3,60 m wurde von einem Dreiphasenwechselstrommotor angetrieben. Der Höhenunterschied von 76 m wurde auf der 155 m langen Strecke mit einer Steigung von 64 % in zwei Minuten bewältigt.
Die beiden Wagen in Holzbauweise wiesen vier in Stufen angeordnete Abteile mit Schiebetüren auf; sie waren 6 t schwer und konnten jeweils 48 Fahrgäste aufnehmen. An beiden Fahrzeugenden gab es eine offene Plattform für den Zugführer, der für das Schließen der Türen zu sorgen hatte, das Abfahrtsignal gab und gegebenenfalls die Notbremse betätigen musste.
Das talseitige Bahnhofsgebäude wurde massiv im neobyzantinischen Stil, vollständig mit Keramik verziert, errichtet. An den Tunnelmündern aus roten und weißen Ziegeln wurde dieser Stil fortgesetzt. Bei der Bergstation aus glasierten Ziegeln mit einer Metallstruktur orientierte man sich an den Hochbahnhöfen der Pariser Métro. Zwei Jahre nach der Eröffnung der von Anfang an erfolgreichen Bahn wurde nahe der Bergstation der große, luxuriöse Komplex des Hotels Trianon mit einem Golfplatz gebaut, was die Bedeutung der Bahn weiter erhöhte.
Der Erste Weltkrieg leitete den allmählichen Niedergang der Standseilbahn ein, deren Betriebseinnahmen bei steigenden Kosten zunehmend geringer wurden. Der hohen Zahl an erforderlichem Personal stand der Umstand gegenüber, dass die Kapazität der Bahn nur an wenigen Tagen im Jahr voll ausgeschöpft wurde.
Im Zweiten Weltkrieg legten die deutschen Besatzer 1941 die Bahn still und installierten an der Bergstation ein Geschütz mit großer Reichweite. Nach der Befreiung der Stadt durch die Alliierten wurde der Betrieb nicht wieder aufgenommen.

## Luftseilbahn
1958 wurde auf der Trasse der vormaligen Standseilbahn eine Gondelbahn eröffnet, die ebenfalls durch die beiden Tunnel verlief. Es handelte sich um eine Einseilumlaufbahn mit zehn Kabinen, die jeweils zwei Personen aufnehmen konnten. Wegen der oft an der Stelle herrschenden starken Winde konnte sie indes häufig nicht verkehren. 1981 wurde ihr Betrieb eingestellt.

## Schrägaufzug

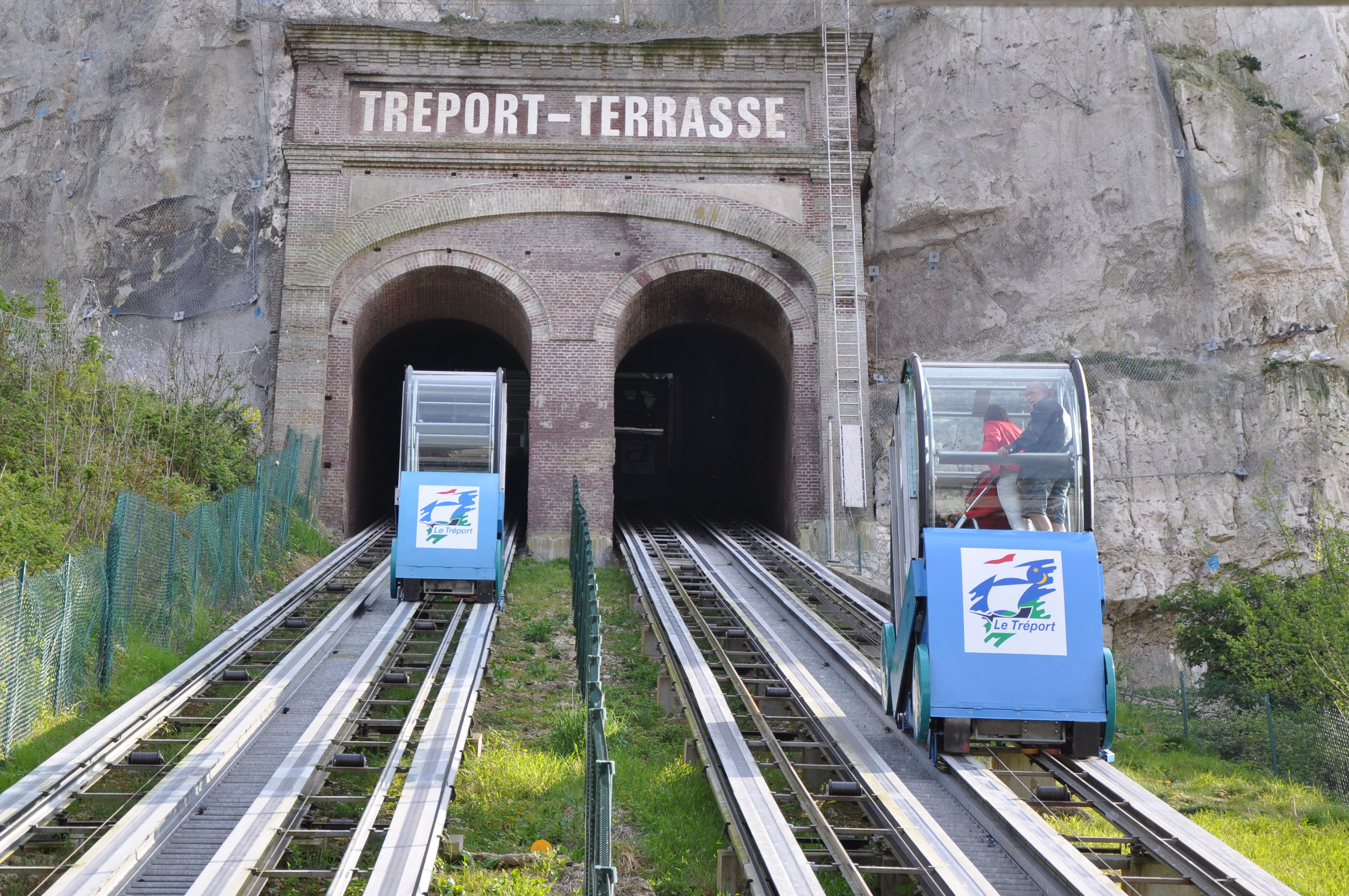
Die vier Fahrwege und zwei Kabinen der Schrägaufzüge

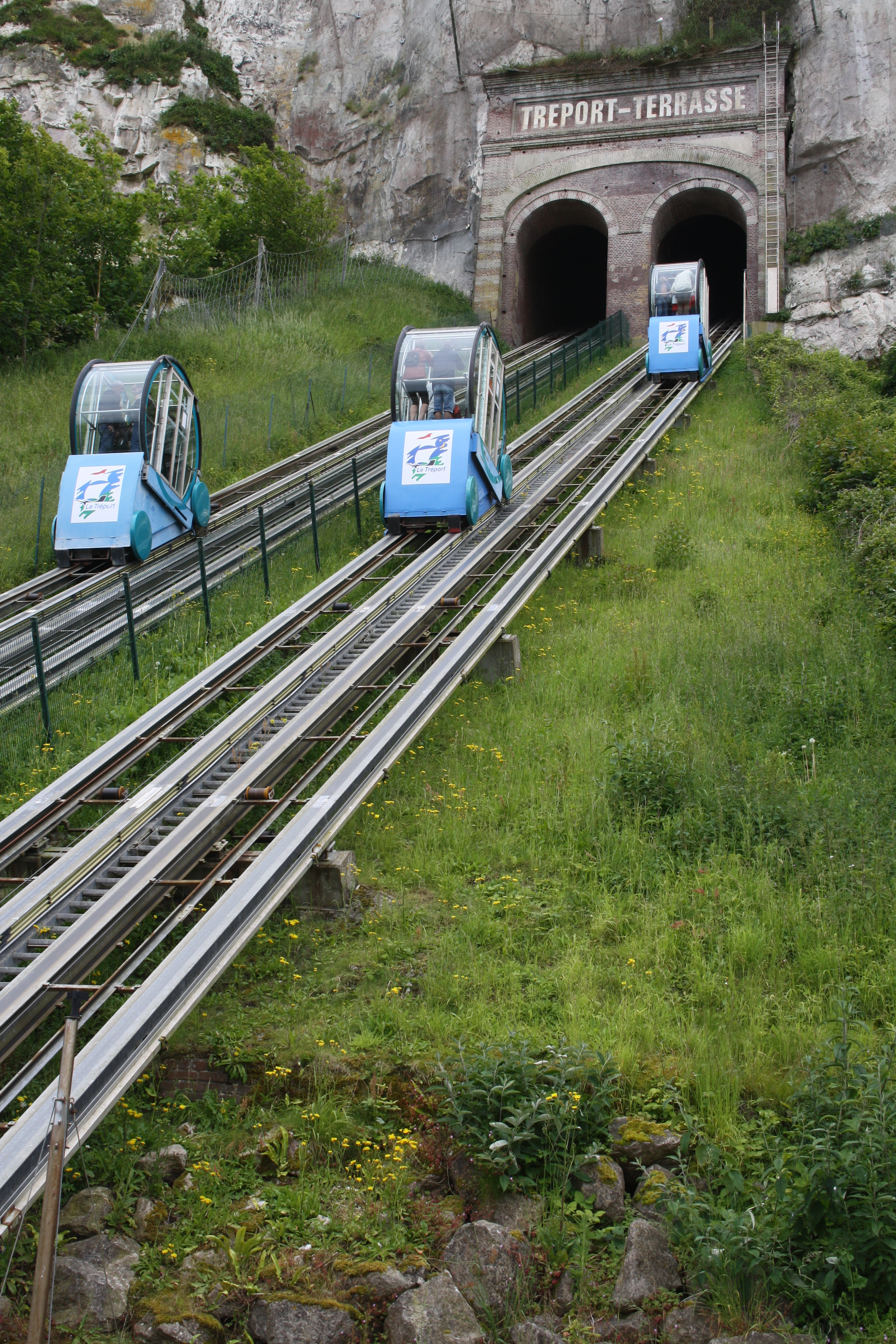
Anders als die Wagen der ehemaligen Standseilbahn verkehren die Kabinen voneinander unabhängig

Im Jahr 1992 kaufte die Stadt das Gelände der einstigen Standseilbahn und begann mit seiner Sanierung. Man entschied sich für den Bau von vier parallel verlaufenden Schrägaufzügen, die unabhängig voneinander verkehren. Erneut konnten die intakt gebliebenen Tunnel verwendet werden. Die Arbeiten begannen im September 2005 mit der Errichtung der neuen Stationen. Im August 2006 wurde die Anlage, zunächst durch den westlichen Tunnel, auf zwei Fahrwegen mit zwei Kabinen eröffnet. Die beiden östlichen Fahrwege und Kabinen folgten im Juni 2009.

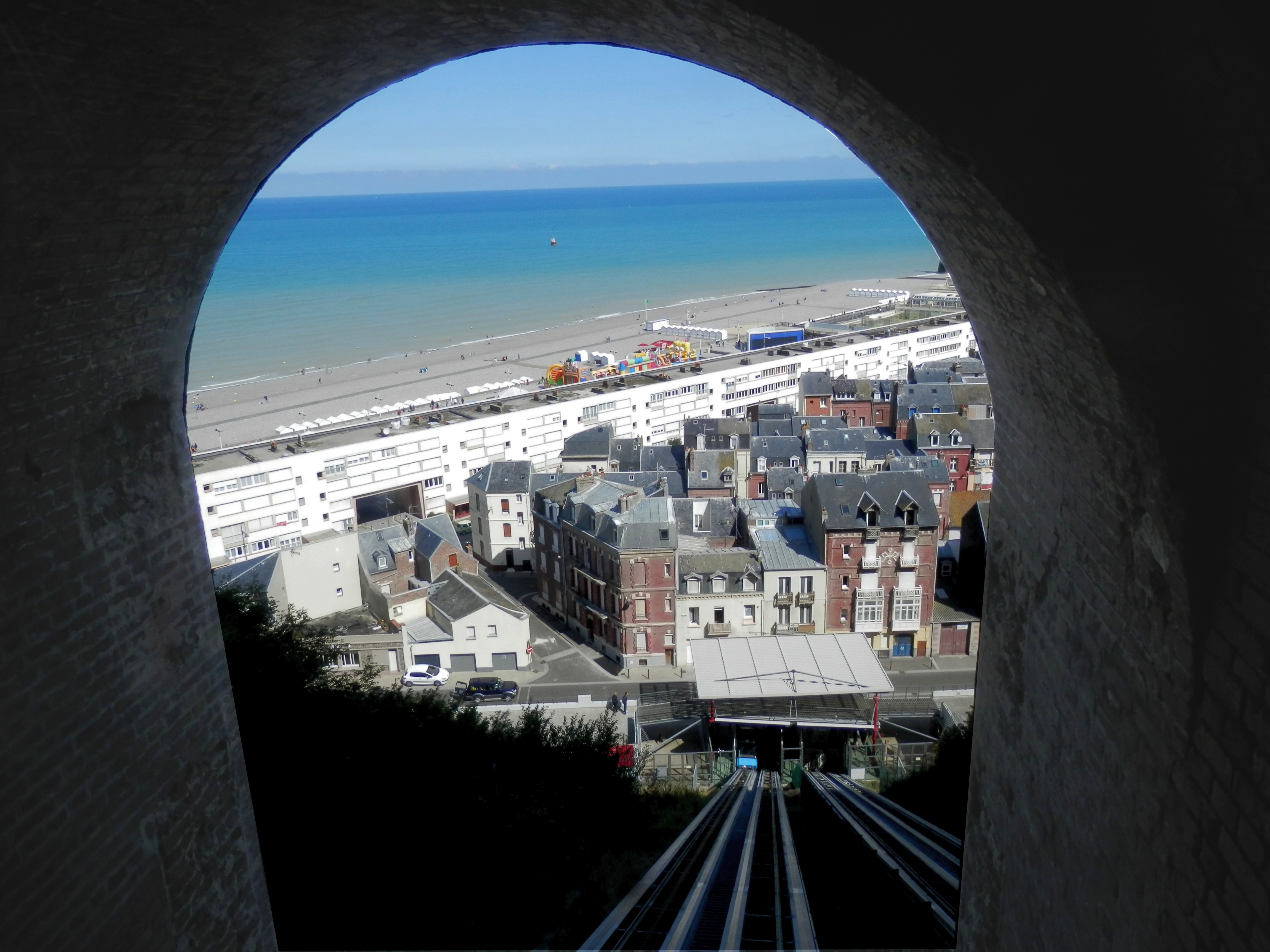
Blick durch den westlichen Tunnel auf die Talstation
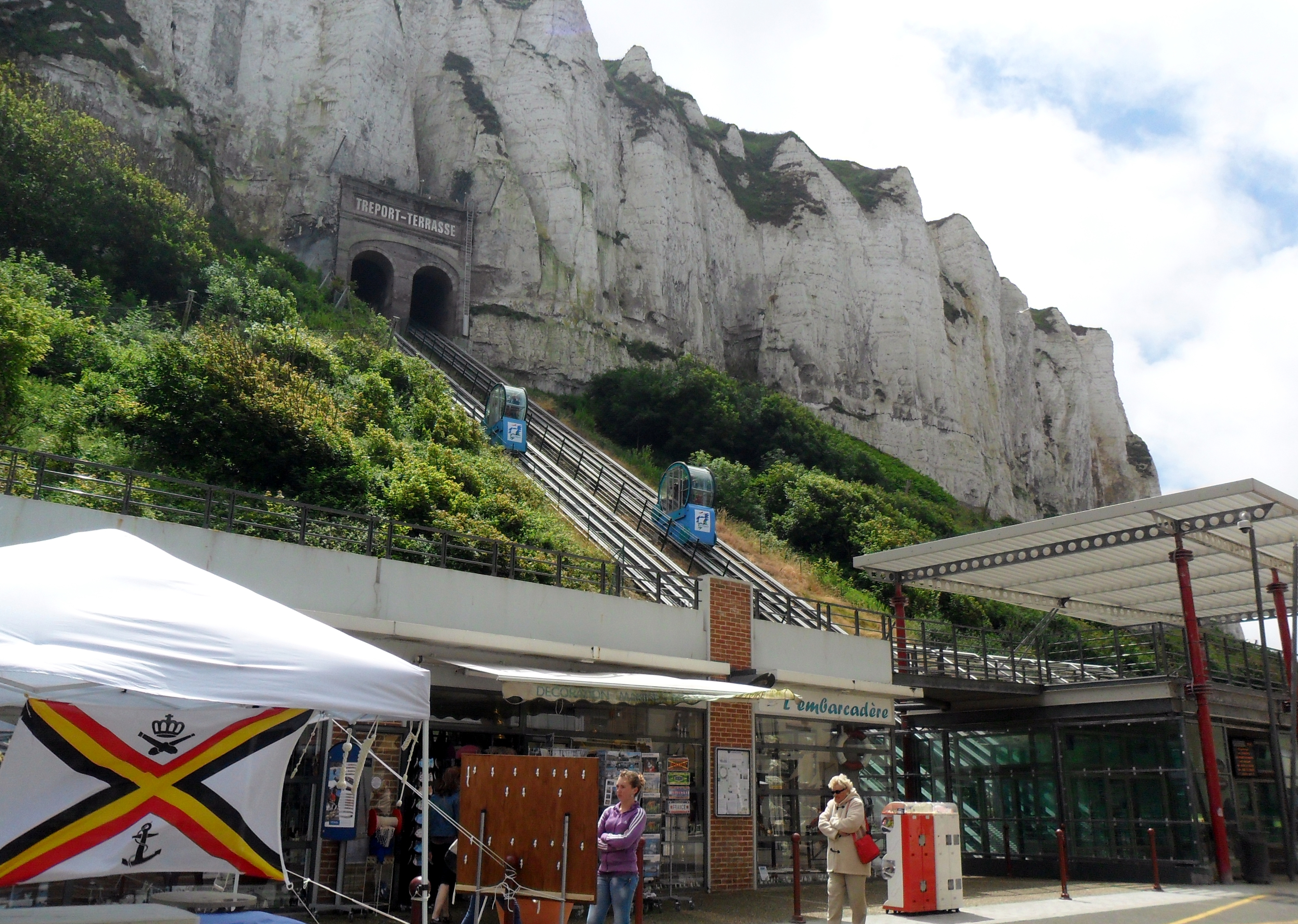
Talstation der Schrägaufzüge
- Video: Fahrt bergwärts
- Video: Fahrt talwärts